# Esquadrão N.º 11 da RAAF
O Esquadrão N.º 11 é um esquadrão da Real Força Aérea Australiana, responsável por desempenhar missões de patrulhamento marítimo a partir da Base Aérea de Edinburgh. Formado em 1939, prestou serviço durante a Segunda Guerra Mundial, em Timor-Leste, na Guerra contra o Terrorismo e na Guerra do Iraque em 2003. O esquadrão alcançou fama em casa pelos salvamentos marítimos que tem efectuado ao longo dos anos. O seu lema é Shepherd or destroy.

## Aeronaves
O Esquadrão N.º 11 tem operado, ao longo da sua existência, as seguintes aeronaves:
- Short Empire (1939–41)
- Supermarine Seagull (1939–41)
- Consolidated Catalina (1941–50)
- Avro Lincoln (1950–51)
- Lockheed P2V-5S Neptune (1951–68)
- Lockheed P-3B Orion (1968–86)
- Lockheed P-3C Orion (1986– )